# Villanueva de Gormaz
Villanueva de Gormaz è un comune spagnolo di 18 abitanti situato nella comunità autonoma di Castiglia e León.